# Шуба Віталій Сергійович
Віта́лій Сергі́йович Шу́ба — солдат Збройних сил України, учасник російсько-української війни, що відзначився у ході російського вторгнення в Україну. Герой України (2025).

## Життєпис
Мешканець м. Кривий Ріг (Дніпропетровська область).
Під час російського вторгнення в Україну — солдат 425-го окремого штурмового полку «Скала».
Брав участь в обороні Запорізької та Донецької областей. У складі штурмової групи, а згодом на її чолі брав участь у відбитті та обороні опорних пунктів. Неодноразово корегував вогонь артилерії. Упродовж семи днів сам знищив десятьох окупантів і три одиниці БМП, коли через повний вогневий контроль ворога було неможливо провести заміну. Загалом завдяки його діям було знищено 90 противників, 12 БМП і танк Т-72.

## Нагороди
- Звання Герой України з врученням ордена «Золота Зірка» (14 березня 2025) — за особисту мужність і героїзм, виявлені у захисті державного суверенітету та територіальної цілісності України, самовіддане служіння Українському народові[3]. Орден вручив у Києві 4 квітня 2025 року президент України Володимир Зеленський[2].